# 2046
سنة 2046 م هي سنة بسيطة تبدأ يوم الاثنين حسب التقويم الغريغوري

## أحداث يتوقع حدوثها في هذه السنة
- يتوقع أن يصل تعداد سكان العالم إلى 9 مليار نسمة